# Srpski Miletić
Srpski Miletić (Српски Милетић, în maghiară Rácmillitics), pronunțat în limba română Sîrpski Miletici, este un sat situat în partea de nord-vest a Serbiei, în Voivodina. Aparține administrativ de comuna Odžaci. La recensământul din 2002 localitatea avea 3538 locuitori.